# Holcencyrtus gordhi
Holcencyrtus gordhi är en stekelart som först beskrevs av Trjapitzin 1995.  Holcencyrtus gordhi ingår i släktet Holcencyrtus och familjen sköldlussteklar. Inga underarter finns listade i Catalogue of Life.